# 록맨 에그제
《록맨 에그제》(ロックマンエグゼ 록쿠만에그제[*], 록맨 이그제, Mega Man Battle Network)는 2001년 게임보이 어드밴스로 발매된 횡스크롤 액션 게임이다.

## 시리즈
- 배틀 네트워크 록맨 에그제 (GBA、VC)
- 배틀 네트워크 록맨 에그제 2 (GBA、VC)
- 배틀 네트워크 록맨 에그제 3 (GBA、VC)
  - 배틀 네트워크 록맨 에그제 3 BLACK (GBA、VC)
- 록맨 에그제 4 (GBA、VC)
  - 토너먼트 레드선
  - 토너먼트 블루선
- 록맨 에그제 4.5 리얼 오퍼레이션 (GBA、VC)
- 록맨 에그제 5 (GBA、VC)
  - 팀 오브 블루즈
  - 팀 오브 커넬
- 록맨 에그제 5DS 트윈 리더즈 (DS)
- 록맨 에그제 6 (GBA、VC)
  - 전뇌수 그레이거
  - 전뇌수 페르저
- 록맨 에그제 배틀 칩 첼린지 GP (GBA、VC)
- 록맨 에그제 N1 배틀 (WS)
- 록맨 에그제 트랜스미션 (GC)
- 록맨 에그제 WS (WS)
- 록맨 에그제 팬텀 오브 네트워크 (휴대 어플리)
- 록맨 에그제 레전드 오브 네트워크 (휴대 어플리)
- 록맨 에그제 배틀 칩 스타디움 (아케이드 게임)
- 록맨 에그제 오퍼레이트 슈팅스타 (DS)